# Base école 707 Marrakech
 (septembre 2014).
Si vous disposez d'ouvrages ou d'articles de référence ou si vous connaissez des sites web de qualité traitant du thème abordé ici, merci de compléter l'article en donnant les références utiles à sa vérifiabilité et en les liant à la section « Notes et références ».
La base aérienne 707 Marrakech était un site opérationnel de l'Armée de l'air, situé sur l'actuel emplacement de l'aéroport de Marrakech-Ménara, au Maroc.

## Histoire
Un premier champ d'aviation est créé au nord des jardins de la Ménara sur la base du rapport demandé par le Maréchal Lyautey au Capitaine d'Aviation de Chaunac-Lanzac en juin 1913 pour tout le Maroc. Une carte postale d'avant 1917 montre un hangar entoilé et aubanné.

### Durant laPremière Guerre mondiale
En juillet 1917, le terrain d'aviation de Marrakech et les hangars furent déplacés à l'ouest des jardins de la Ménara et fut équipé de manière autonome. Les hangars, les casernements et le terrain d’atterrissage sont préparés. En septembre, l'escadrille 554 attribuée à subdivision territoriale s'installe à Marrakech. Elle est à même de recevoir des missions en octobre 1917. L'escadrille 554, employée aux opérations dans la région de Bernat, reçut dans cette période 5 citations à l’ordre de l’armée, 2 citations à l'ordre de la division et 4 décorations du Ouissam Alaouite.

### Entre les deux guerres
Une autre organisation se met en place en 1920 en raison de la création du Régiment d'aviation du Maroc, qui prend le nom en 1921 de 37e Régiment aérien. Les 4e et 5e escadrilles du 37e sont installées à la base de Marrakech. La 5e escadrille de Marrakech sera souvent sur la base de Ouarzazate pour être au plus près de ses missions.
Les Breguet XIV, puis Potez 25 effectuent des missions de reconnaissance et de bombardement jusqu'à la fin de la pacification en mars 1934. Les reconnaissances et traversées du Sahara se font sur Potez 25 ou 29 et Bloch MB.81.
Fin 1934 la 2e escadrille rejoint la 4e à Marrakech, et en juillet 1935 la 5e revient de Ouarzazate. Les trois escadrilles forment avec la 61e escadrille d’Agadir la 3e Escadre aérienne du Sud marocain. En 1937 elle est renommée 63e Escadre aérienne et a son propre Bataillon de l’Air le BA 207. En 1938 le GAO 581 (Groupr Aérien d'Observation) est créé sur Potez 25. 

### Durant laSeconde Guerre mondiale
Toutes les unités aériennes, équipées de matériels plus modernes, partent en France. Elle reviennent en août 1940 de même que le GR 1/52 (52e escadre de reconnaissance) et le GB 1/23 (Groupe de bombardement). La piste est asphaltée 1940. En novembre 1942 (opération Torch) les Américains vont s'installent à Marrakech comme base de départ pour des raids de bombardement.
En janvier 1943, l’EAPN (École d'application du personnel navigant) est créé. L'armée de l'air qui se reconstitue avec du matériel allié a le besoin de recruter. Marrakech devient une immense école de l'Armée aérienne française. En 1943 également, l'École de l'air se regroupe à Marrakech avant son retour en France en 1944.
En 1944 le Groupe « Patrie » se constitue avec des Martin 167F (Glenn) et des A-24 Banshee avant de partir sur le front des poches de l'Atlantique.
En 1945 l'EAPN quitte Marrakech pour Meknès après avoir formé 2350 navigants dont 726 pilotes.

### Après la Seconde Guerre mondiale
En août 1945 l'École d'instruction des équipages de bombardement qui devient en juillet 1946 l'École de perfectionnement bimoteurs sur « Wellington », s'installe à Marrakech.
En 1946 le Middle Eastern Command est transféré du Caire à Casablanca. Les bases occupées sont rendues à la France, excepté Port Lyautey et Casa (Cazes). 
Le général Jacques Collombet y acheva  son réentraînement du 23 juin au 29 septembre 1947.
Le 1er janvier 1949 est créée la Base école 707 pour la formation initiale des pilotes. Elle est équipée de Stampe et de MS 472, remplacés par des T-6 Texan en 1951. L'école formera en tout près de 5 000 pilotes en 600 000 heures de vol. Les numéros en 700 étaient réservés aux bases écoles. Marrakech reçut le numéro 700, Meknès le 708 et Fès le 724.
Le 31 août 1961 la BE 707 est dissoute après avoir formé 5 000 pilotes en 600 000 heures de vol. La mission de formation est transférée à Cognac et la base est remise le 30 septembre 1961 à l'Armée marocaine qui créant le BEFRA continue à y former ses pilotes.